# 曽山幸彦
曽山 幸彦（そやま さちひこ、1860年1月17日（安政6年12月25日） - 1892年（明治25年）1月11日）は、日本の明治時代の洋画家。幼名を富二郎。成長後は幸彦と名乗り、亡くなる年に義康と改名した。更に後に大野家に養子入りしたため大野幸彦、大野義康と表記されることもある。

## 略伝
鹿児島岩崎で、薩摩藩士だった父・曽山芳徳、母シズの次男として生まれる。父は早世し、家は貧しかったという。しかし、母の弟だった志士で歌人・高崎正風は、姉一家の状況を見かねて、兄・厳彦と共に上京させ、日本海軍に入るべく教育を受けさせる。実際兄は海軍に入り、後に主計大監まで昇進しているが、幸彦の絵の才能を見抜いた正風は、1877年（明治10年）工部美術学校に入学させる。幸彦は最初予科に入学し、ジョヴァンニ・ヴィンチェンツォ・カッペレッティの指導を受けたと思われ、画風からはアントニオ・フォンタネージの影響はうかがえない。フォンタネージ帰国後は、後任のプロスペッマ・フェレッティやそのまた後任のアッキレ・サン・ジョヴァンニに学ぶが、特に後者の影響が大きかったと想像される。サン・ジョヴァンニは、形態を正確に把握させるためのデッサンを重視しており、幸彦も高いデッサン力を養った。ある時サン・ジョヴァンニが生徒たちの絵の不出来に激怒し破棄するよう命じると、皆が躊躇する中、幸彦は刀を持って切断したという。そのため幸彦はサン・ジョヴァンニから信頼を勝ち取り、画学助手を唯一務め、徴兵免除願いが出されるほど重んじられている。
1883年（明治16年）工部美術学校が廃校になると、工部大学校（現在の東京大学工学部）で、図学教場掛兼博物場掛の職に就く。一方、翌年には同窓の松室重剛、堀江正章らと麹町に私塾・画学専門美術学校を設立するが、経済的困窮などで1年足らずで廃校になってしまう。1887年（明治20年）東京府工芸品共進会審査員、翌年には工科大学造家学科（建築学科）助教授を亡くなるまで務め、建築学を学ぶ生徒たちに写生や風景画を教える「自在画」の科目を担当したという。廃校後も自宅で私塾を開き絵を教えていたが、1890年（明治23年）永田町にいた親戚・大野家の養子となり、その屋敷内に画塾を開いた。塾生には、藤島武二、和田英作、岡田三郎助、中沢弘光、矢崎千代二、三宅克己など、後の洋画界を牽引する人材が多く含まれる。こうして教育分野で活躍しつつ、いつか洋画の本場ヨーロッパに渡るのを夢見ていたが、1892年（明治25年）腸チフスによりわずか数え34歳、満年齢で32歳1ヶ月余りで死去。墓所は青山霊園(1イ10-8)。
画塾は弟子の玉置金司、岡田三郎助、中沢弘光らが再建を目指し、かつての盟友・松室重剛、堀江正章らを招き、玉置を含めた3人の教授陣で継続された。塾名は大野幸彦から取って「大幸館」と名付けられた。この頃に北澤楽天が入塾している。しかし塾の経営は厳しく、堀江は無給で指導したともいう。1896年（明治29年）に東京美術学校に西洋画科ができると、主な塾生は助教授や生徒としてそちらに移ってしまい、翌97年（明治30年）閉塾となっている。東京美術学校に移らなかった北澤楽天は、同じ道を選んだ堀江正章に師事することになった。

## 画風と教え

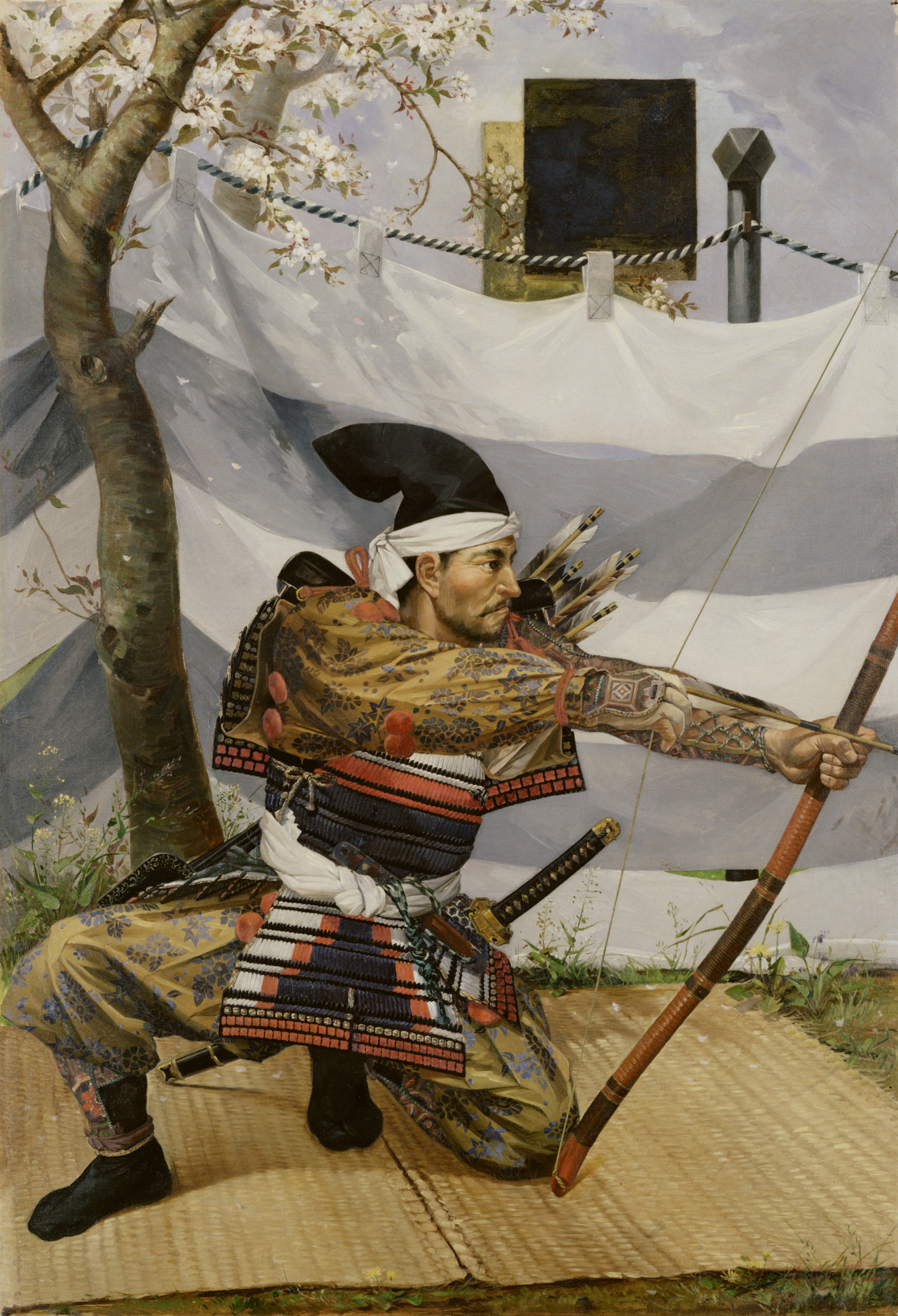
『試鵠』（1890年、東京国立博物館蔵）

早世したため作品は非常に少ない。迫真の描写や正確なデッサンに支えられた、人物画や神社仏閣などの風景画といった初期の洋画家らしい作品が残っている。幸彦は「眼で見へるものが画に描けぬ事はない、それが出来なければ、正確なものは出来ぬ」と語ったという。教授法も工部美術学校譲りの古典式だった。作画の際には、袴を着せて正座させ、あたかも戦場に向かうような気持ちで絵筆をもたせたという。デッサンに厳しく、墨絵で少女を写生して唇が赤く見えるよう、垢と影を描き分けさせた。時には、1枚のコンテ画模写に数日を費やすほど厳しく精密に教授する一方、絵の具を使うのは容易に許さず、墨画を十分に描けなければ色は役に立たないと教えた。このように幸彦の教えは技術面に偏り、思想面に欠けているが、一方で塾生たちはここで絵画技術を十分に身に着けていたため、黒田清輝らが持ち帰った新様式に素早く対応できたとも言えよう。

## 作品
| 作品名                 | 制作年     | 技法・素材     | サイズ（縦x横cm） | 所有者                               | 備考 |
| ---------------------- | ---------- | -------------- | ----------------- | ------------------------------------ | --- |
| 弓術ノ図（弓を引く人） | 1881年     | 紙、コンテ     | 179.0x121.0       | 東京大学大学院工学系研究科建築家専攻 | 第2回内国勧業博覧会出品 |
| 試鵠                   | 1890年     | キャンバス油彩 | 151.8x104.2       | 東京国立博物館                       | 第3回内国勧業博覧会褒状。薩摩藩最後の弓術師範役・東郷重持の弓術姿を綿密に考証した作品。上部の色紙紙には、高崎正風が展覧の際に作った歌「小山田の かかしはものと なりはてむ 弓ひきかへせ ますらをの友」と書き込まれていたが、現在は変色して判読は困難である。 |
| 上野東照宮             | 1890年頃   | キャンバス油彩 | 60.5x100.0        | 鹿児島市立美術館                     | |
| 日光水屋               | 1890年頃   | キャンバス油彩 | 37.5x45.0         | 鹿児島県歴史資料センター黎明館       | |
| 神橋                   | 制作年不詳 | キャンバス油彩 | 27.5x35.5         | 鹿児島県歴史資料センター黎明館       | |
| 富士                   | 制作年不詳 | キャンバス油彩 | 27.5x43.5         | 鹿児島県歴史資料センター黎明館       | |
| お茶の水風景           | 制作年不詳 | キャンバス油彩 | 21.7x30.5         | 笠間日動美術館山岡コレクション       | |
| 風景                   | 制作年不詳 | キャンバス油彩 | 45.6x69.8         | 宮城県美術館                         | |